# Dragan Primorac
Dragan Primorac, né le 7 juin 1965 est un médecin, généticien, médecin légiste et homme politique croate.
Il est candidat lors de l'élection présidentielle croate de 2024-2025. Au premier tour, il obtient 19,37 % des voix, loin derrière le président sortant Zoran Milanovic qui manque de peu une réélection dès le premier tour avec 49,11 % des voix. Au second tour, il obtient 25,32% de suffrages exprimés contre 74,68 % pour son adversaire.